# Heidi Maria Faisst
Heidi Maria Faisst (født 4. december 1972), er en dansk filminstruktør og manuskriptforfatter.

## Filmografi
- Norskov 2 (2017) - Tv-serie
- Swinger (2016) - Spillefilm
- Arvingerne (2014-2017) - Tv-serie
- Frit fald (2011) - Spillefilm
- Velsignelsen (2009) - Spillefilm
- Frederikke (2007) - Kort fiktion
- Liv (2006) - Kort fiktion
- Pagten (2003) - Kort fiktion